# Mario Osava

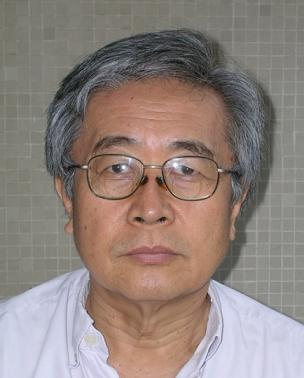
Mario Osava.

Chizuo Osava, más conocido como Mario Osava, es periodista responsable de la corresponsalía en Brasil de la agencia de noticias Inter Press Service (IPS) desde 1980. Escribe también para Jornal da Cidadania, una publicación bimestral de la organización no gubernamental  Ibase (Instituto Brasileño de Análisis Sociales y Económicos), y ocasionalmente para otros medios de comunicación. Es miembro de consejos o asamblea de socios de varias organizaciones no gubernamentales, como Ibase, el Instituto Fazer Brasil y la Agencia de Noticias de los Derechos de la Infancia (ANDI).

## Carrera
Aunque tomó algunos cursos de periodismo en 1964 y 1965, y de filosofía en 1967, Osava se considera un autodidacto formado a través de lecturas, militancia política y una rica experiencia de haber residido en varios países de diversos continentes.
Empezó a trabajar en IPS en 1978, en Lisboa, donde escribió también para la edición portuguesa de Cuadernos del Tercer Mundo. De vuelta a Brasil, estuvo algunos meses en el diario O Globo, de Río de Janeiro, en 1980, antes de asumir la corresponsalía de IPS.
También se desempeñó como bancario, promotor de desarrollo comunitario en "favelas" (tugurios) en São Paulo, docente de cursos de preparación a la universidad (en Brasil), asistente de producción de filmes en Portugal y asesor partidario en Angola.

## Vida personal
Hijo de inmigrantes japoneses dedicados a la agricultura, nació en 1945 en el interior de Brasil y vivió la infancia en un medio rural aún agreste. Adhirió en 1968 a un grupo revolucionario que se alzó en armas contra la dictadura militar que gobernó Brasil de 1964 a 1985. Luego de ser detenido y torturado fue liberado en canje por el cónsul japonés Nobuo Okuchi, quien había sido secuestrado en marzo de 1970. Fue enviado al destierro en México, después se trasladó a Cuba. En Chile acompañó el último año del gobierno de Salvador Allende y el golpe militar del 11 de septiembre de 1973, pasando a un segundo exilio que lo llevó a Panamá, Bélgica, Portugal y Angola, persiguiendo cambios políticos y sociales progresistas. Regresó a Brasil luego de la amnistía política de 1979. 

## Periodismo y pensamiento
Como consecuencia de la necesidad de cubrir realidades muy diversas, como las de Brasil, Osava ha desarrollado un periodismo caracterizado por la versatilidad. Tras 26 años de recorrer el extenso territorio brasileño, ha forjado su propio punto de vista tanto sobre temas brasileños como sobre los procesos "universales", aunque cree poco en la universalidad de las cosas. Algunas de sus notas reflejan esas ideas:
- Sobre la necesidad de la diversidad genética: Alimentación: Peligrosa uniformidad
- Sobre el Foro Social Mundial: Desarrollo: Babel pretende parir un mundo nuevo
- Sobre deportes Fútbol: Espectáculo para semidioses
- Cobertura de las esperanzas, decepciones y escándalos del ascenso del ex obrero Luiz Inácio Lula da Silva a la presidencia de Brasil en “Lula bajo fuego” (IPS)
- Sobre el papel del arte, como la mejor forma de educar: Desarrollo-Brasil: La música vence a la pobreza

- Datos: Q5998943
- Multimedia: Mario Osava / Q5998943